# Brasfemes
Brasfemes est une paroisse civile portugaise (en portugais : freguesia) de la municipalité de Coimbra dans le district du même nom.

## Géographie
Brasfemes est située au nord de Coimbra.

## Démographie
Lors du recensement de 2021, Brasfemes compte 1 932 habitants.